# Loggia de Psyché
La Loggia de Psyché est une salle ouverte en loggia située au rez-de-chaussée de la villa Farnesina à Rome. Espace important entre le jardin et les intérieurs, elle est célèbre pour le cycle de fresques peintes par Raphaël et ses aides.

## Histoire

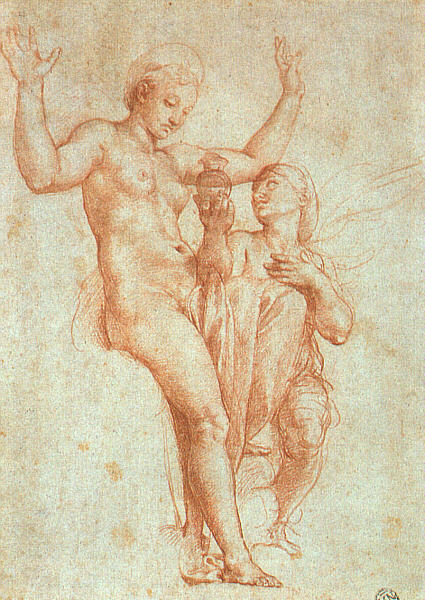
Dessin de Raphaël pour Vénus et Psyché, Cabinet des dessins du Louvre.

Le très riche banquier siennois Agostino Chigi, très proche de la cour papale, fit construire la somptueuse villa par Baldassarre Peruzzi entre 1508 et 1512, procédant immédiatement au décor pictural. Raphaël y contribua dès 1511 environ (Le Triomphe de Galatée), suivi de Sebastiano del Piombo, Peruzzi lui-même, Le Sodoma et d'autres.
La décoration de la loggia, traditionnellement mentionnée vers 1518, a été datée précisément grâce à la publication d'une lettre du 1er janvier 1519, dans laquelle Leonardo Sellaio écrivit à son concitoyen Michel-Ange au sujet du dévoilement imminent des fresques, les définissant comme « chose indigne à un grand maître ; bien pire que la dernière Chambre du palais (du Vatican) » : Michel-Ange ressentit beaucoup la rivalité avec Raphaël et la nouvelle de l'entreprise infructueuse ne pouvait que lui plaire.
L'ouverture de la loggia vers l'extérieur, jusqu'à sa fermeture par des vitres, a causé d'importants dommages aux fresques, qui ont été repeintes par Carlo Maratta en 1693-1694. À cette occasion le plâtre a été renforcé de 850 punaises de cuivre, les fonds bleus ont été repeints et les contours des personnages refaits. Les peintures les plus vives ont été supprimées avec la restauration de 1930.

## Description et style
La décoration de la loggia, un temps ouverte sur le jardin, dépeint le cycle des Histoires de Cupidon et Psyché, tiré des Métamorphoses d'Apulée. Elle est l'œuvre de Raphaël et de ses élèves (Raffaellino del Colle, Giovan Francesco Penni, Jules Romain) pour le banquier Agostino Chigi. Certains ont mis en relation la protagoniste mythologique du sujet, Psyché, avec Francesca Ordeaschi, amante d'Agostino Chigi, qui a été élevée de courtisane au rang d'épouse légitime du banquier, le thème étant une allégorie célébrant l'union d'Agostino et de sa maîtresse.
Les scènes sont insérées dans un entrelacement de festons végétaux, œuvre de l'autre élève Giovanni da Udine, qui simulent une pergola avec des fleurs et des fruits, divisant la voûte en compartiments au fond bleu ciel. La présence de plantes entrelacées renforce la continuité de la loggia avec le jardin ; on reconnaît la beauté d'environ deux cents espèces botaniques, principalement domestiques, dont de nombreuses plantes importées des Amériques, découvertes quelques années plus tôt.
Le cycle est divisé en deux grandes histoires centrales (Le Conseil des dieux et Le Banquet de mariage), dix pendentifs correspondant aux piliers et quatorze voûtes au-dessus des arcades. Sur la fresque principale, Raphaël représente Psyché invité à consommer l'ambroisie qui lui confère l'immortalité.
Il y a quatre pendentifs de chaque côté principal et un du côté le plus petit. Les scènes des pendentifs sont :
| Image | Sujet                     | Attribution.           | Image | Sujet                        | Attribution            |
| ----- | ------------------------- | ---------------------- | ----- | ---------------------------- | ---------------------- |
|       | Vénus et Cupidon          | Raffaellino del Colle  |       | Mercure                      | Jules Romain           |
|       | Cupidon et les grâces     | Jules Romain           |       | Psyché portée par les amours | Jules Romain           |
|       | Vénus avec Cérès et Junon | Jules Romain           |       | Vénus et Psyché              | Jules Romain           |
|       | Vénus sur le char         | Jules Romain           |       | Amour et Jupiter             | Jules Romain           |
|       | Vénus et Jupiter          | Giovan Francesco Penni |       | Mercure et Psyché            | Giovan Francesco Penni |

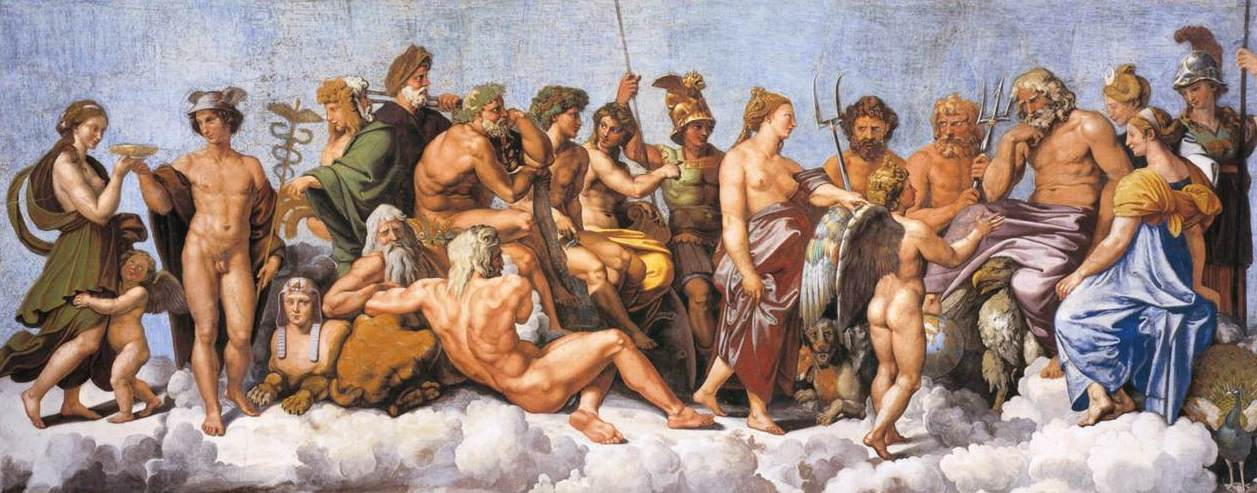
Conseil des dieux.

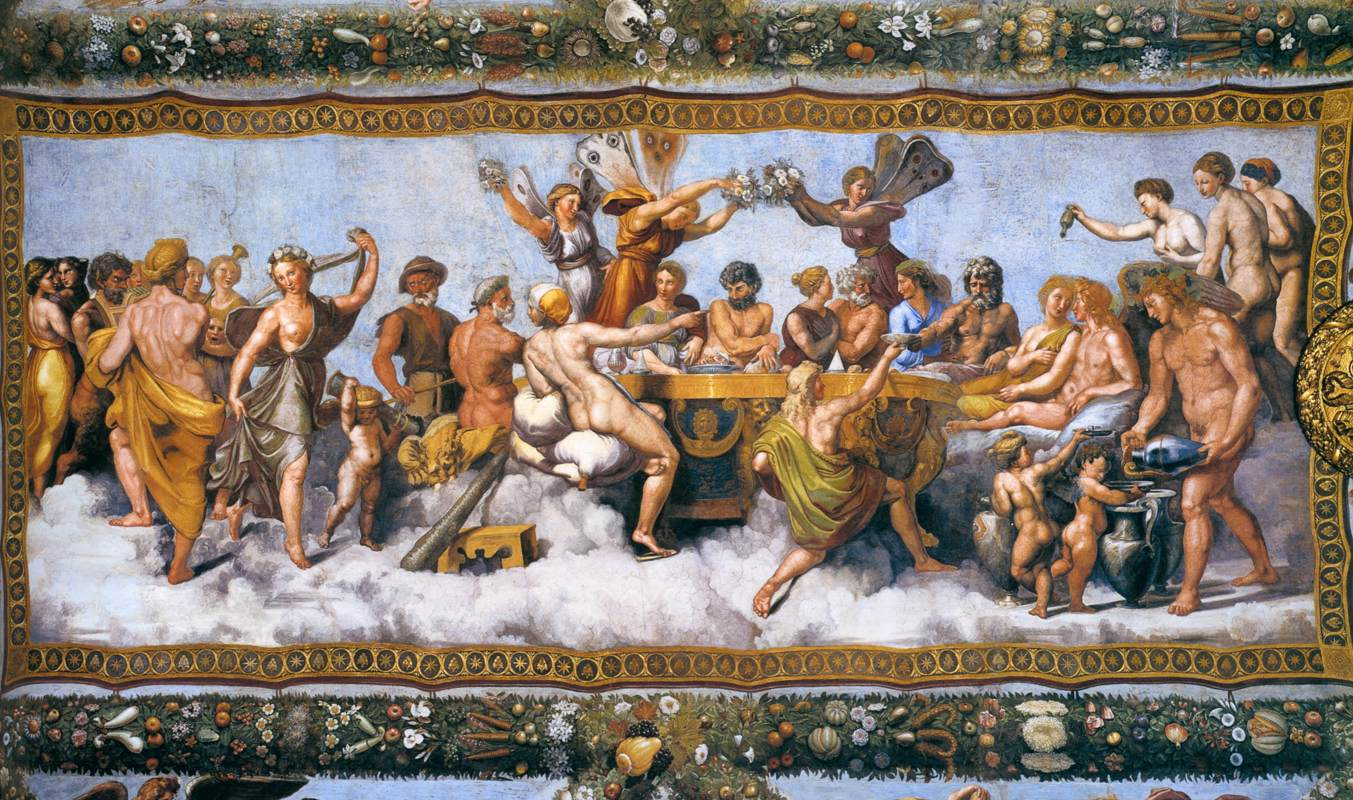
Banquet de noces.

Les histoires de Psyché se terminent joyeusement dans les scènes de plafond, généralement appelées Penni.
Les voûtes montrent plutôt des amours avec des animaux et des attributs des différentes divinités.
- Cupidon avec aigle
- Cupidon avec trident
- Cupidons et Cerbère
- Cupidon avec des armes
- Cupidon avec griffon
- Cupidon avec caducée
- Cupidon avec panthère
- Cupidon avec syrinx
- Cupidon avec casque et bouclier
- Cupidon avec casque et bouclier
- Cupidons et harpie
- Cupidon et crocodile
- Cupidon, lion et hippocampe
- Cupidons avec arc

L'illusion picturale des tapisseries suspendues résout le problème de perspective des peintures au plafond : celles-ci étant traitées comme des tapisseries formant un auvent, elles sont dispensées du besoin de créer l'illusion d'un espace où les figures devraient paraître s'ébattre parmi les nuages ; les figures des pendentifs sont peintes en léger trompe-l'œil, car elles sont vues comme des acteurs réels sur une scène ornée de guirlandes, du côté opposé de la loge.

## Sources
- (it) Cet article est partiellement ou en totalité issu de l’article de Wikipédia en italien intitulé « Loggia di Psiche » (voir la liste des auteurs).